# Zeeuws maritiem muZEEum
Het Maritiem Muzeeum Zeeland is een maritiem museum in het centrum van Vlissingen, in de Nederlandse provincie Zeeland. Het museum is gelegen aan de jachthaven van de stad. Het is de opvolger van het Stedelijk Museum Vlissingen.

## Gebouw
Het muZEEum is gevestigd in een gebouwencomplex met panden uit de 16e, 17e, 18e en 21e eeuw. Deze panden zijn door moderne architectuur met elkaar verbonden. Een van de belangrijkste delen van het complex is het Lampsinshuis. Het Zeeuwse koopmans- en redersgeslacht Lampsins; Cornelis Lampsins liet dit huis in 1641 op de Engelse Kade (nu: Nieuwendijk) bouwen in de destijds nieuwe stijl van het Hollands classicisme. Hij betrok het als woonhuis, maar vestigde er ook het kantoor van zijn handelshuis, waar onder meer Michiel de Ruyter in dienst was op 12-jarige leeftijd in de functie van touwslager. Achter het Lampsinshuis bevinden zich ook de originele pakhuizen van dit stadspaleis, ook deze maken deel uit van het complex. In 2002 werd begonnen met de nieuwbouw van het complex, naar een ontwerp van Rijksgebouwendienstarchitect Marc van Roosmalen.
In het 'Lampsinshuis' wordt de vaste collectie getoond in de vaste expositie 'Ga mee naar zee'.  
In de Pakhuizen worden tijdelijke tentoonstellingen met een bovenregionaal karakter gehouden.
In 2023 werd het museum volledig heringericht, nadien werden bouwwerken uitgevoerd om de delen beter met elkaar te verbinden.

## Collectie
De vaste collectie van het muZEEum bestaat uit stadshistorische voorwerpen en objecten uit de maritieme geschiedenis van Zeeland tonen. Daarbinnen zijn de deelcollecties en studiecollecties ingedeeld volgens MusIP.

### De stadshistorische collectie van de gemeente Vlissingen
Na 23 jaar onderhandeling tussen de gemeente Vlissingen en het bestuur van de Stichting Maritiem Museum Zeeland is in 2020 een beheersovereenkomst gesloten voor de gemeentelijke historische collectie. Een deel daarvan dat werd beheerd door het Gemeentearchief Vlissingen, is in datzelfde jaar overgedragen aan het Zeeuws Archief.  
Voorwerpen afkomstig uit de historische kunstcollectie, waaronder:
- zilveren gildestukken[4]
- schilderijen[5]
- bouw- en interieurfragmenten, waaronder tegels en gevelstenen.
- Kunstnijverheid
- Meubels en interieurinrichtingsonderdelen, waaronder haardplaten en vogelkooien in de vorm van historische gebouwen[6]
- Schilderijen en modellen betrekking hebbende tot de Tweede Wereldoorlog door Cees van de Burght
- Prenten[7]

### De scheeps rcheologische collectie
Voorwerpen afkomstig van VOC-schepen
- 't Vliegent Hart
- Rooswijk[8]
- Geldermalsen
- Campen
- Woestduin[9]

### Zeeuwse maritieme collectie
- Portretten, waaronder Michiel de Ruyter en Anna van Gelder,[10] Joost de Moor, Joost van Trappen Banckert en Geleyn Loncque, gebruiks- en siervoorwerpen uit bezit van Zeeuwse helden[11]
- Gereedschappen en werktuigen[12]
- Maritieme prenten[13]
- Scheepsmodellen van vaartuigen van de Zeeuwse en Vlaamse visserij, de Olau Line en het loodswezen,[14] VOC-schepen, een 18e-eeuws slavenschip[15] en modellen van duik- en bergingsmethoden.[16]
- Na opheffing van de Provinciale Stoombootdiensten in Zeeland zijn gebruiksvoorwerpen, scheepsmodellen, scheepssier uniformen en andere realia door de provincie Zeeland in beheer gegeven aan het muZEEum.
- Door de ruiming van wrakken in de Westerschelde, als gevolg van afspraken met België voor de Scheldeverdieping, zijn door Rijkswaterstaat artefacten, waaronder scheepssier, Duits servies uit de Tweede Wereldoorlog en persoonlijk bezittingen overgedragen voor de collectie.
- Schilderijen en realia met betrekking tot de Stoomvaart Maatschappij Zeeland.
- Schilderijen, kaarten, beeldhouwwerken en gebruiksvoorwerpen van voormalig waterschap Zeeuwse Eilanden.

### Studiecollectie
Het muZEEum bezit naast getoonde collectie, ook studiecollecties.

#### Numismatische collectie
Door schenking van Carel Albert van Woelderen van zijn verzameling munten en penningen, is de basis gelegd voor de vorming van een van de grootste numismatische collecties van Nederland van ruim 3500 voorwerpen.

#### Tegels
Afkomstig uit de renovatie van de binnenstad van Vlissingen zijn ca. 4000 wandtegels uit de 16e, 17e en 18e eeuw.

### Kunstcollectie
Naast de schilderijen van leden van de Kunstkring het Zuiden, bezit het muZEEum werk van diverse andere kunstenaars:
- Jan Pieter van Baurscheidt de Jonge
- Jan François Brouwenaar
- Cornelis van der Burght
- Alfons Josephus van Dijck
- Philip van Dijk
- Charles Howard Hodges
- Wim Hofman
- Engel Hoogerheyden
- Anselmus van Hulle
- Cees Kimmel
- Johannus Hermanus Koekkoek
- Maarten Krabbé
- Gerard van Lom
- Cornelis Louw
- Eugène Lücker

- Lex de Meester[17]
- Salomon Mesdach
- John-Henry Mohrmann
- Jan Willem Pieneman
- Nicolaas Pieneman
- Leendert van de Pool
- Jan de Quelery
- Han Reijnhout
- Jan Sanders[18]
- Johannes Christiaan Schotel
- Johann Friedrich August Tischbein
- Pieter van de Velde
- Eugène Wolters
- Pieter Christoffel Wonder

## Informatiecentrum
Het muZEEum kent een bescheiden besloten museumbibliotheek, waarin informatie met betrekking tot de collectie is terug te vinden. De collectie bevat naast vakliteratuur enkele historische boeken, waaronder de bibliografie van Michiel de Ruyter door Gerard Brandt. Bijzonder is de complete editie van reisverslagen die wordt uitgegeven door de Linschoten-Vereeniging.

## Nominaties
- In 2004 werd het muZEEum genomineerd voor de European Museum of the Year Award.
- Daarnaast heeft muZEEum nominaties ontvangen voor de Bouwfonds Award[19] en de Schreudersprijs.[20]

## Galerij

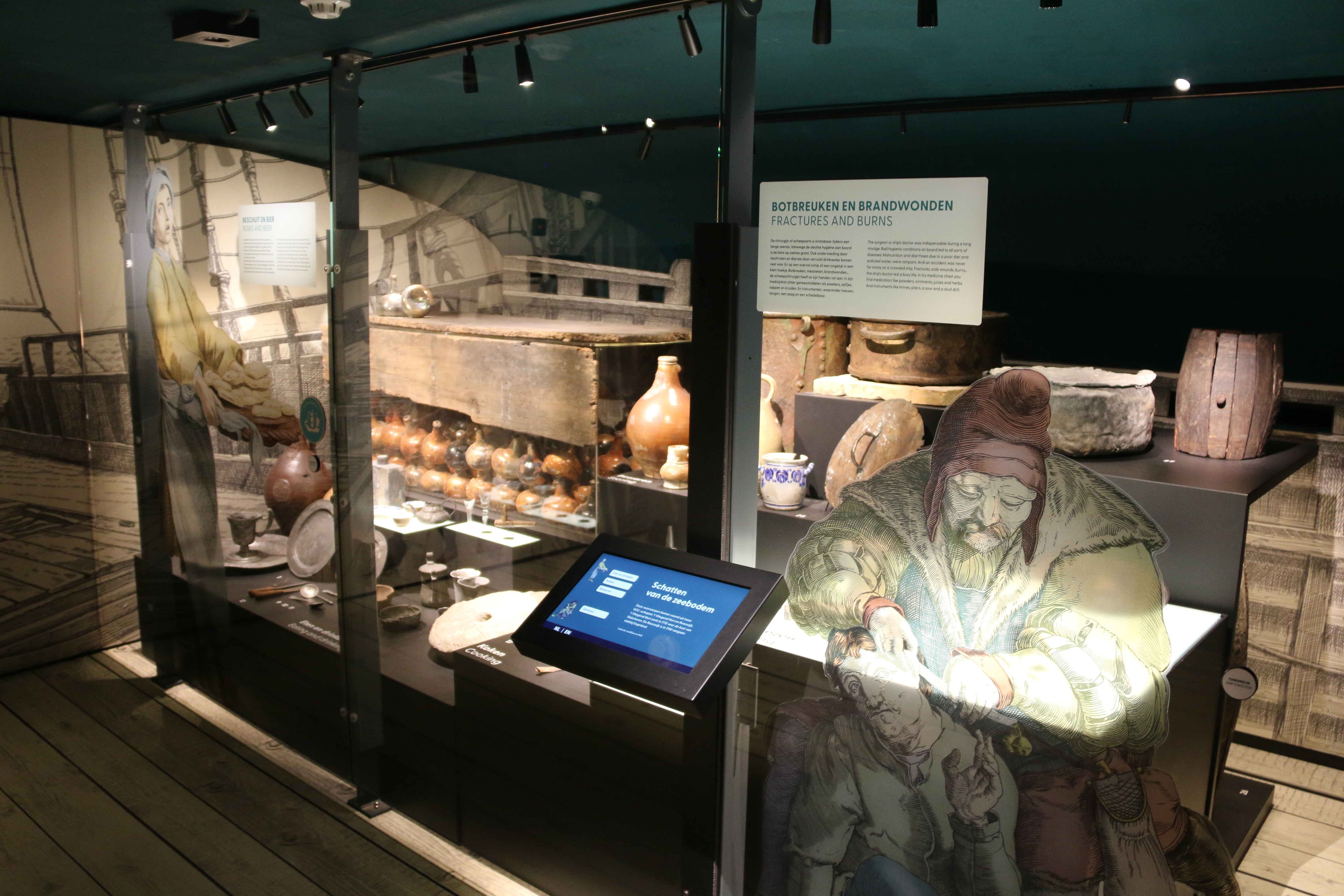
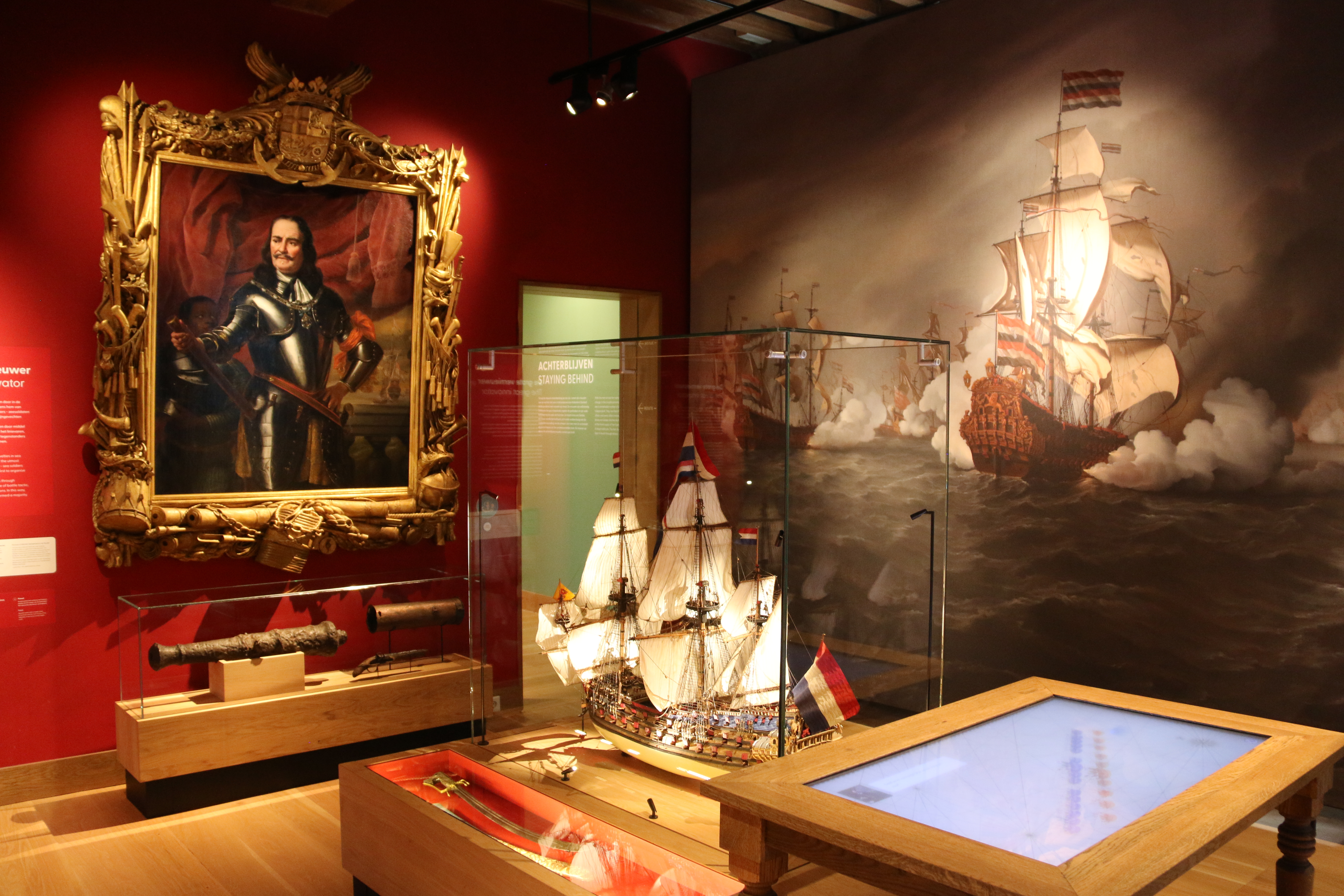
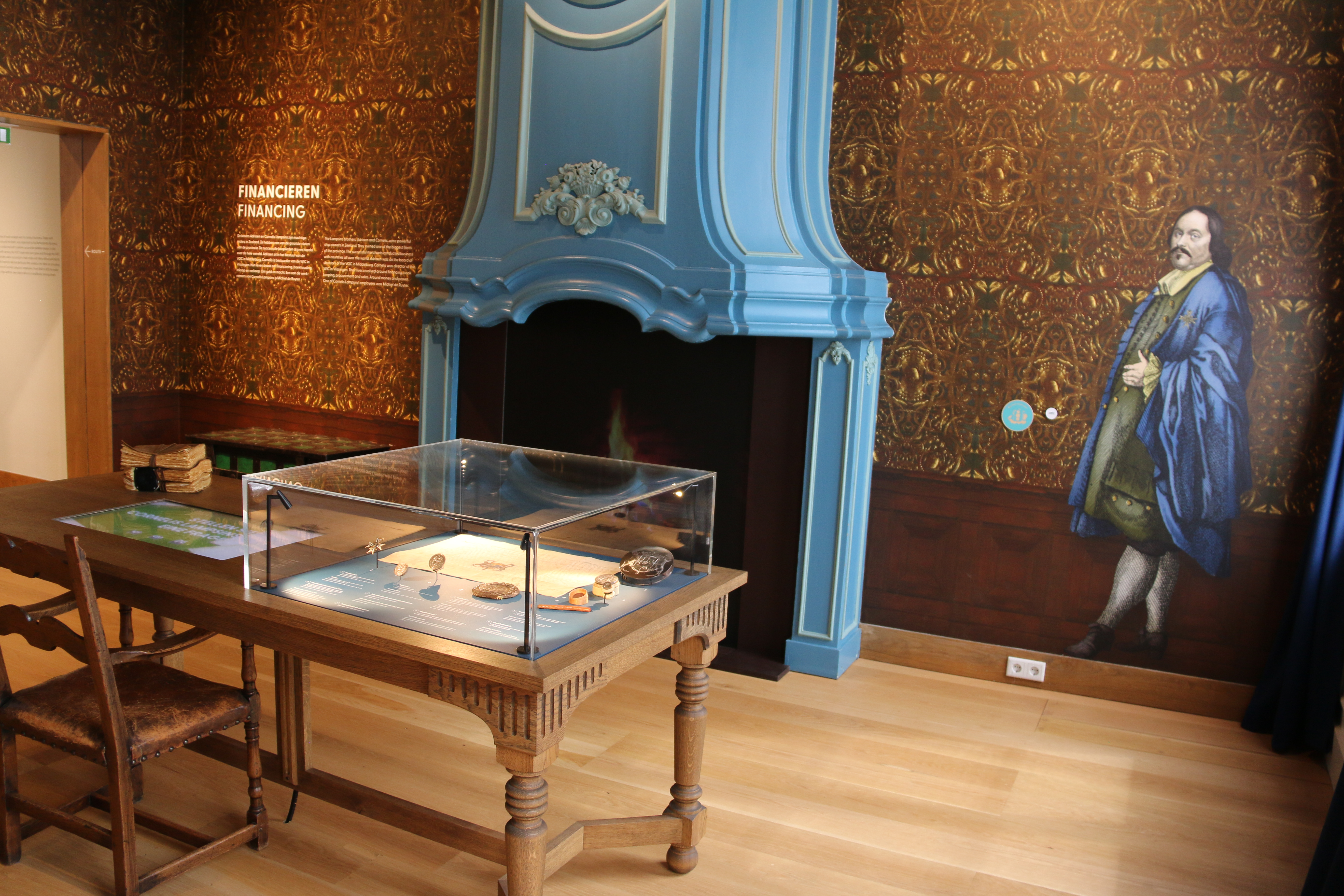
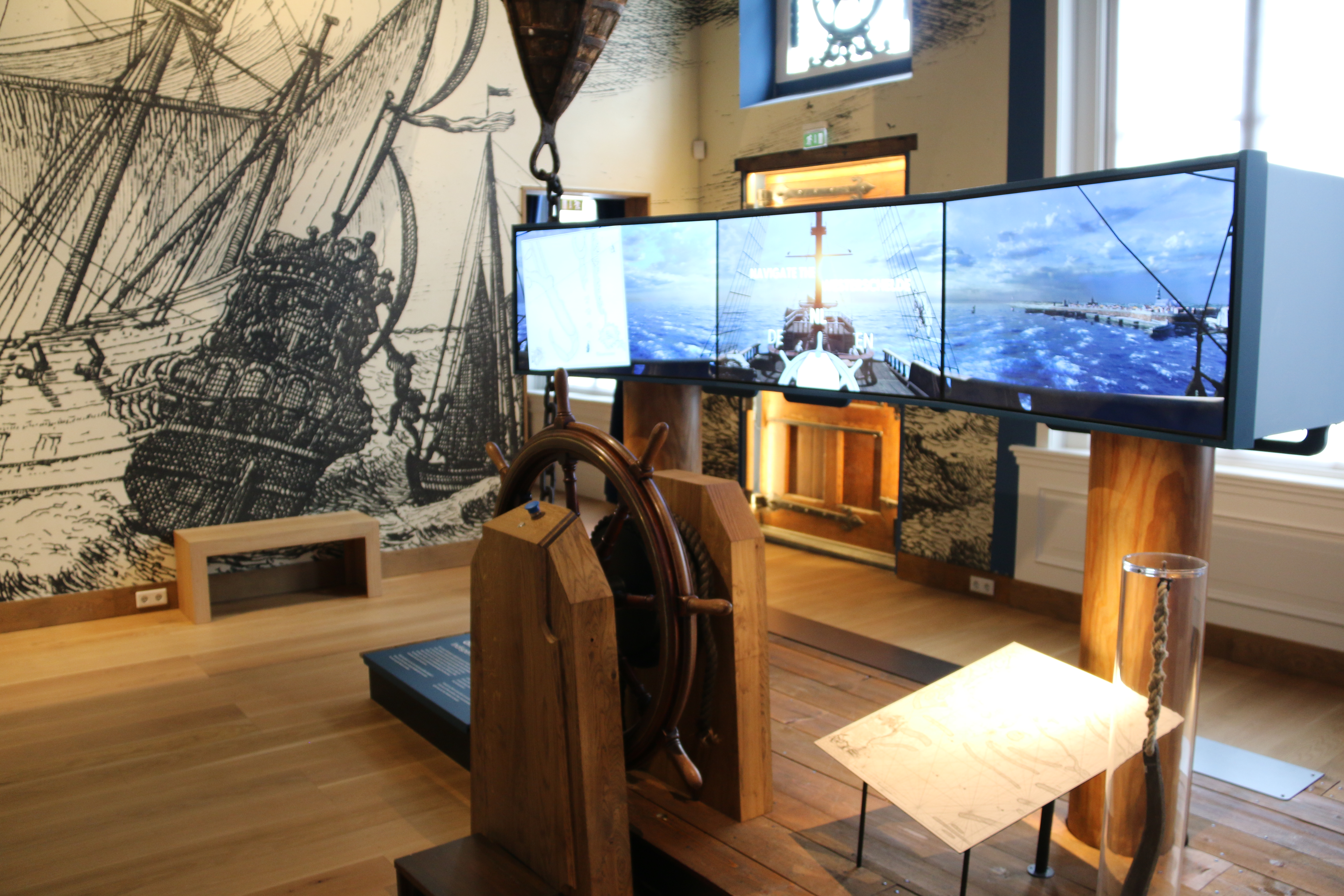
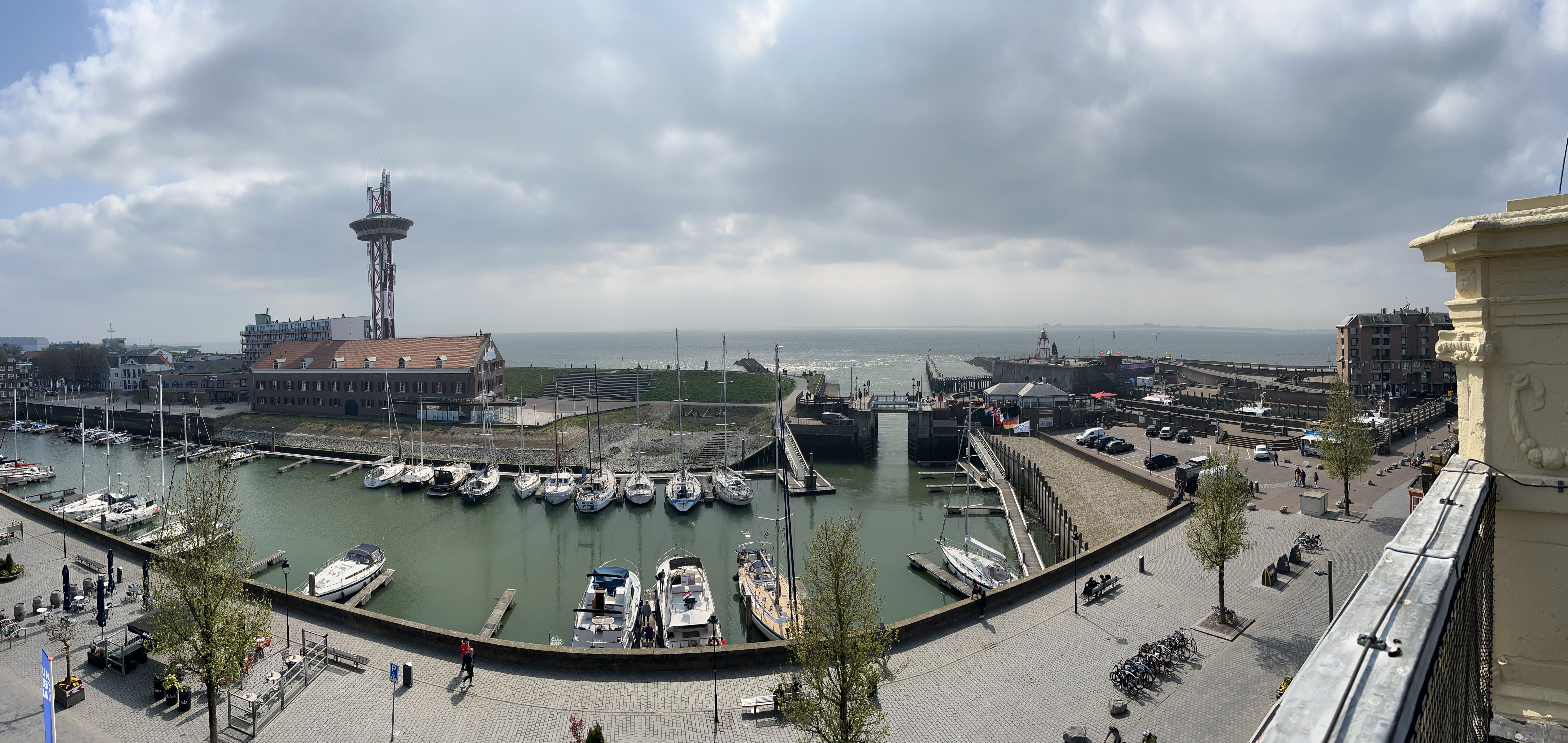